# Wiktorówka (obwód winnicki)
Wiktorówka (ukr. Ві́кторівка) – wieś na Ukrainie w rejonie koziatyńskim obwodu winnickiego.
Wieś, została podporządkowana gminie wiejskiej Woskodawińce, położona na płd. zach. od tej wsi.